# Mesochorus luteolus
Mesochorus luteolus là một loài tò vò trong họ Ichneumonidae.